# Okieriete Onaodowan
Okieriete Onaodowan (Newark, 16 agosto 1987) è un attore e cantante statunitense.
Ha debuttato a teatro nel 2011, nel tour statunitense di American Idiot. Nel 2014 debutta a Broadway nel musical Rocky e nel 2015 recita in Hamilton, per cui vince il Grammy Award per il miglior album di un musical. Nel luglio 2017 sostituisce Josh Groban nel musical Natasha, Pierre & The Great Comet of 1812 a Broadway.

## Filmografia

### Cinema
- Tentazioni (ir)resistibili (Thanks for Sharing), regia di Stuart Blumberg (2012)
- A Quiet Place II (A Quiet Place: Part II), regia di John Krasinski (2020)

### Televisione
- Blue Bloods - serie TV, episodi 5x02, 14x16 (2014, 2025)
- Station 19 − serie TV, 64 episodi (2018-2021)
- Grey's Anatomy - serie TV, 5 episodi (2018-2021)
- Social Distance- serie TV, 1 episodio (2020)
- Billions - serie TV, episodio 6x06 (2022)
- Jack Ryan - serie TV, 6 episodi (2023)

## Doppiatori italiani
Nelle versioni in italiano delle opere in cui ha recitato, Okieriete Onaodowan è stato doppiato da:
- Dimitri Winter in Station 19, Social Distance, Jack Ryan
- Stefano Alessandroni in Blue Bloods (ep. 5x02)
- Flavio Aquilone  in Blue Bloods (ep. 14x16)
- Paolo Vivio in Billions